# Lidia Selikhova
Lidia Selikhova, née le 19 mars 1922 à Léningrad et morte le 7 février 2003, est une patineuse de vitesse soviétique.

## Carrière
Aux Championnats du monde toutes épreuves de patinage de vitesse, Lidia Selikhova obtient la médaille d'or en 1952 à Kokkola et en 1954 à Östersund, la médaille d'argent en 1948 à Turku et la médaille de bronze en 1953 à Lillehammer et en 1957 à Imatra.